# 아레시보 천문대
아레시보 천문대(영어: Arecibo Radio Observatory)는 푸에르토리코 아레시보 남쪽에 위치한 전파천문대이다. 센트럴플로리다대학교(University of Central Florida), 양 엔터프라이즈(Yang Enterprise), 메트로폴리탄대학교(UMET)가 공동으로 미국 국립과학재단과 협약하여 운영하고 있으며, 공식 명칭은 국립천문학전리층센터(영어: the National Astronomy and Ionosphere Center; NAIC)이다. 1963년에 건설된 이래 2011년까지 코넬 대학교에서 관리하였다.
천문대는 주로 전파 천문과 대기과학, 레이다천문학을 연구하는데 이용된다. 아레시보 천문대가 보유한 305미터의 구면 전파 망원경은 1963년에 완공되었으며 2016년에 중국의 직경 500미터 구면 전파망원경(FAST)이 등장하기까지 50년 이상 세계 최대크기 단일 망원경이었다.
천문대를 이용하려는 과학자가 제안서를 제출하면 독립된 과학 위원회가 평가하게 된다.
접시 모양의 대형 반사기는 산봉우리 3개에 높은 탑을 세워 케이블로 연결해서 구면초점에 해당하는 곳에 두었다. 그리고 알루미늄판이 반사기 안쪽 면을 덮고 있는데, 이 판은 반사기 위에 매달린 안테나로 들어오는 전파를 수신한다.

## 아레시보 전파망원경의 추락
2020년 8월과 11월 6일, 900톤 무게의 주반사경을 지탱해오던 철제 케이블이 잇따라 끊어지고, 305m 크기의 접시 안테나가 치명적인 손상을 입었기에, 미국 국립과학재단은 아레시보 전파망원경을 해체하기로 하였다. 미국 국립과학재단은 여러 엔지니어링 회사들의 다중 평가결과 케이블이 설계된 하중을 더 이상 지탱할 수 없으며, 수리를 시도하는 근로자의 생명을 위협할 수 있는 상황일 뿐만 아니라, 수리를 하더라도 구조물에 장기적인 안정성 문제가 생길 가능성이 높다고 밝혔다. 아레시보 305m 망원경의 보조 케이블이 처음 끊어진 8월부터 비상 구조 안정화를 위한 임시케이블 2개를 가설하고, 보조 케이블을 교체할 계획이 있었지만, 11월 6일 같은 타워의 메인 케이블이 파손되었다. 기술자들은 당초 계획보다 구조물이 취약해졌다고 판단했고, 미국 국립과학재단은 천문대의 나머지 부분을 최대한 보존하기 위해 해체 결정을 내렸다. 그러나 해체 작업을 시작하기도 전인 2020년 12월 1일 결국 메인 케이블이 끊어지며 수신기가 떨어져 붕괴되었다.

## 같이 보기
- 직경 500미터 구면 전파망원경
- 아타카마 대형 밀리미터 집합체